# PMPO
PMPO (ang. Peak Music Power Output) – parametr w specyfikacji sprzętu elektroakustycznego, np. kolumn głośnikowych, wzmacniaczy elektroakustycznych, określający jego chwilową moc szczytową.
W ten sposób określa się moc dźwięku, którą może wyemitować urządzenie w warunkach idealnych (zazwyczaj nieosiągalnych w normalnym użytkowaniu) przez bardzo krótki czas (np. milisekundę). Wartość ta ma głównie znaczenie marketingowe, ponieważ nie istnieje ustandaryzowana metoda pomiaru, dlatego wartość ta może być w zasadzie dowolnie wielka. Co za tym idzie – porównywanie wartości PMPO nie ma sensu.
Praktyczną wartością opisującą urządzenie jest moc skuteczna dźwięku (RMS – ang. Root Mean Square, czyli wartość średnia kwadratowa) bądź ciągła (RMS najczęściej jest o około 20% wyższa od mocy ciągłej).